# Axısxa
Axısxa är en ort i Azerbajdzjan.   Den ligger i distriktet Sabirabad Rayonu, i den sydöstra delen av landet, 120 kilometer väster om huvudstaden Baku. Antalet invånare är 1 373.
Terrängen runt Axısxa är mycket platt. Närmaste större samhälle är Sabirabad, 10,1 kilometer sydväst om Axısxa.
Trakten runt Axısxa består till största delen av jordbruksmark. Runt Axısxa är det ganska tätbefolkat, med 80 invånare per kvadratkilometer.